# Jarmila Bělíková
Jarmila Bělíková (27. dubna 1948 Brno, Československo – 6. května 2010 Praha, Česká republika) byla česká psycholožka, aktivistka a překladatelka.

## Životopis

### Mládí
Jarmila Bělíková se narodila v Brně. Vystudovala gymnázium na Slovanském náměstí. Po maturitě v roce 1966 začala studovat Filozofickou fakultu UJEP obor psychologie. Při studiu se spřátelila s Václavem Šabatou a jeho přítelkyní Ivankou Šimkovou, kteří studovali stejný obor. Otec Václava byl vedoucí katedry psychologie PhDr. Jaroslav Šabata. Jarmila se zajímala o divadlo, literaturu a poezii. Ráda sportovala, stala se přebornicí ve vodáckém sportu, v soutěži brněnských vysokých škol. Při vysokoškolských studiích již dobře ovládala francouzský jazyk a také proto koncem 60. let 20. století dvakrát navštívila Paříž.
Po ukončení studií v roce 1971 pracovala jako klinická psycholožka v Želivské pobočce Psychiatrické léčebny v Havlíčkově Brodě. V roce 1972 se přestěhovala do Prahy. Zpočátku nesehnala místo odpovídající svému vzdělání, tak si vydělávala mytím nádobí. Po čase nastoupila na Obvodní národní výbor v Praze 6, kde pracovala jako sociální kurátorka.

### Charta 77 a VONS
Mezi prvními podepsala Chartu 77 a byla propuštěna, ve svých 29 letech, ze zaměstnání. Dalších 12 let pracovala jako pomocná síla, často jako uklízečka. V dubnu 1978 spoluzakládala VONS (Výbor na obranu nespravedlivě stíhaných), společně s Václavem Malým nebo Petruškou Šustrovou a dalšími osobnostmi.
Po podepsání Charty 77 se o ni intenzivně začala zajímat Státní bezpečnost. Vedla o ní spis „nepřátelská osoba“ a v březnu 1978 přibyl další spis „prověřovaná osoba“, s krycím názvem „Ela“. Zájem a sledování Státní bezpečností se v tomto období stupňoval. Přítelem Jarmily byl Jiří Dienstbier a ona se zúčastňovala schůzek souvisejících se vznikem a organizací Výboru na obranu nespravedlivě stíhaných. V rámci práce ve VONS se zabývala případem Vladimíra Říhy, signatáře Charty 77, který byl odsouzen za napsání a šíření zprávy o svém výslechu Státní bezpečností. Zajímala se také o kauzu Josefa Valy, který byl v roce 1978 odsouzen k třinácti letům odnětí svobody za svůj neúspěšný pokus o přelet Rakouska. Aktivně se podílela na rozšiřování informací, posílala zprávy do zahraničí např. o průběhu procesů i pro rádio Hlas Ameriky.
Při procesu v květnu 1979 byla s dalšími členy VONSU (Václavem Havlem, Jiřím Dienstbierem nebo Petrem Uhlem a dalšími) zatčena a strávila sedm měsíců ve vyšetřovací vazbě. Na protest proti svému uvěznění držela krátce hladovku. Posléze ji propustili společně s Ladislavem Lisem, Václavem Malým a Jiřím Němcem s tím, že důvody vazby pominuly. Obvinění z podvracení republiky jí bylo zrušeno až v prosinci 1989.
I přes hrozbu soudního procesu se vrátila k činnosti ve VONS. Na jaře roku 1981 založila spolu s Olgou Havlovou, Olgou Stankovičovou a dalšími známými „Svépomocnou lidovou knihovnu Hrobka“. Společnost vydávala samizdatový časopis „Nový brak“, pořádala recesistické akce a pravidelná setkání jako formu protestu v období 80. let 20. století v ČSSR.
Z dopisu Jarmily Bělíkové z vazby dne 17. června 1979:
| „ | Ostatně se to dá celé brát jako jedna další životní etapa, kterou se musím prokousat, další etapa, jenom trochu jiná než ty předešlé. Ale ony i ty předešlé nebyly vždy lehké. A v každé z nich jsem něco ztratila, ale i zas něco jiného získala. A kdybych je chtěla hodnotit, tak bych musela říct, že každá měla i svůj půvab. A tak to bude určitě i s touto etapou, i když to zní trochu bláhově. Čert ví, co v ní ztratím, ale rozhodně to nebude čest a úsměv. | “ |

### Porevoluční doba
Jarmila Bělíková se v roce 1990 vrátila k vystudované profesi a pracovala v poradně pro rodinu jako psychoterapeutka. V roce 2001 získala z rukou Václava Havla medaili Za zásluhy. Zemřela v Praze ve věku 62 let. V posledních měsících jejího života o ni pečoval bývalý disident a přítel Jan Ruml s manželkou.